# Eurocup Clio
Pour les articles homonymes, voir EuroCup.
L'Eurocup Clio est un championnat monotype (avec un modèle unique de véhicule) de course automobile sur circuit géré par Renault Sport dans le cadre des World Series by Renault. Cette formule continentale est inaugurée en 2011 pour consolider les divers championnats nationaux Clio Cup basés sur la Renault Clio. Le championnat disparaît en 2014, après quatre éditions.
La formule revient en 2021 après 6 ans de pause sous l'appellation Clio Cup Europe.

## Caractéristiques du véhicule

### Châssis
Type : Monocoque acier, arceau boulonné

Eléments aérodynamiques : extracteurs, diffuseur et aileron arrière

### Moteur
Disposition : transversale avant

Type : F4R RS - 4 cyl. 16v - 1998 cm3

Alésage x course : 82,7 x 93 mm 

Alimentation / allumage : gestion intégrale

Puissance maxi : 155 kW (208 ch) à 7 300 tr/min

Couple maxi : 223 N m (22,7 mkg) à 5 550 tr/min

Régime maxi : 7 500 tr/min 

### Transmission
Type : traction 

Boîte de vitesses : 6 rapports séquentielle 

Commande : joystick au volant 

Différentiel : autobloquant à glissement limité (rampes et disques)

Embrayage : monodisque céra-métallique 

### Trains et suspensions
Avant : train à pivot indépendant, amortisseurs 

Arrière : essieu déformable à épure programmée, amortisseurs 

Freins avant : disques ventilés 312 mm, étriers 4 pistons monoblocs

Freins arrière : disques pleins 300 mm, étriers monopiston 

### Roues
Jantes : monoblocs aluminium 8x17" 

Pneumatiques : Michelin 20-69 x 17, S9B (slick) et P2C (pluie) 

### Dimensions, poids et capacités
Longueur / largeur / hauteur : 3 986 / 2 025 / 1 480 mm 

Empattement : 2 585 mm 

Voies AV/AR : 1 538 / 1 520 mm 

Réservoir carburant : 55 litres 

Poids à vide : 1 060 kg 

## Calendrier de la saison 2012
| Manche | Circuit                     | Date                |
| ------ | --------------------------- | ------------------- |
| 1      | Spa-Francorchamps, Belgique | 2,3 juin            |
| 2      | Nürburgring, Allemagne      | 30 juin,1er juillet |
| 3      | Paul Ricard, France         | 29,30 septembre     |
| 4      | Catalunya, Espagne          | 20,21 octobre       |

## Palmarès
| Année | Nom de la compétition | Pilotes       | Écurie             |
| ----- | --------------------- | ------------- | ------------------ |
| 2011  | Eurocup Clio          | Nicolas Milan | Milan Compétition  |
| 2012  | Eurocup Clio          | Oscar Nogues  | Rangoni Motorsport |
| 2013  | Eurocup Clio          | Josh Files    | Team Pyro          |
| 2014  | Eurocup Clio          | Oscar Nogues  | Rangoni Corse      |